# Domingo Lombardi

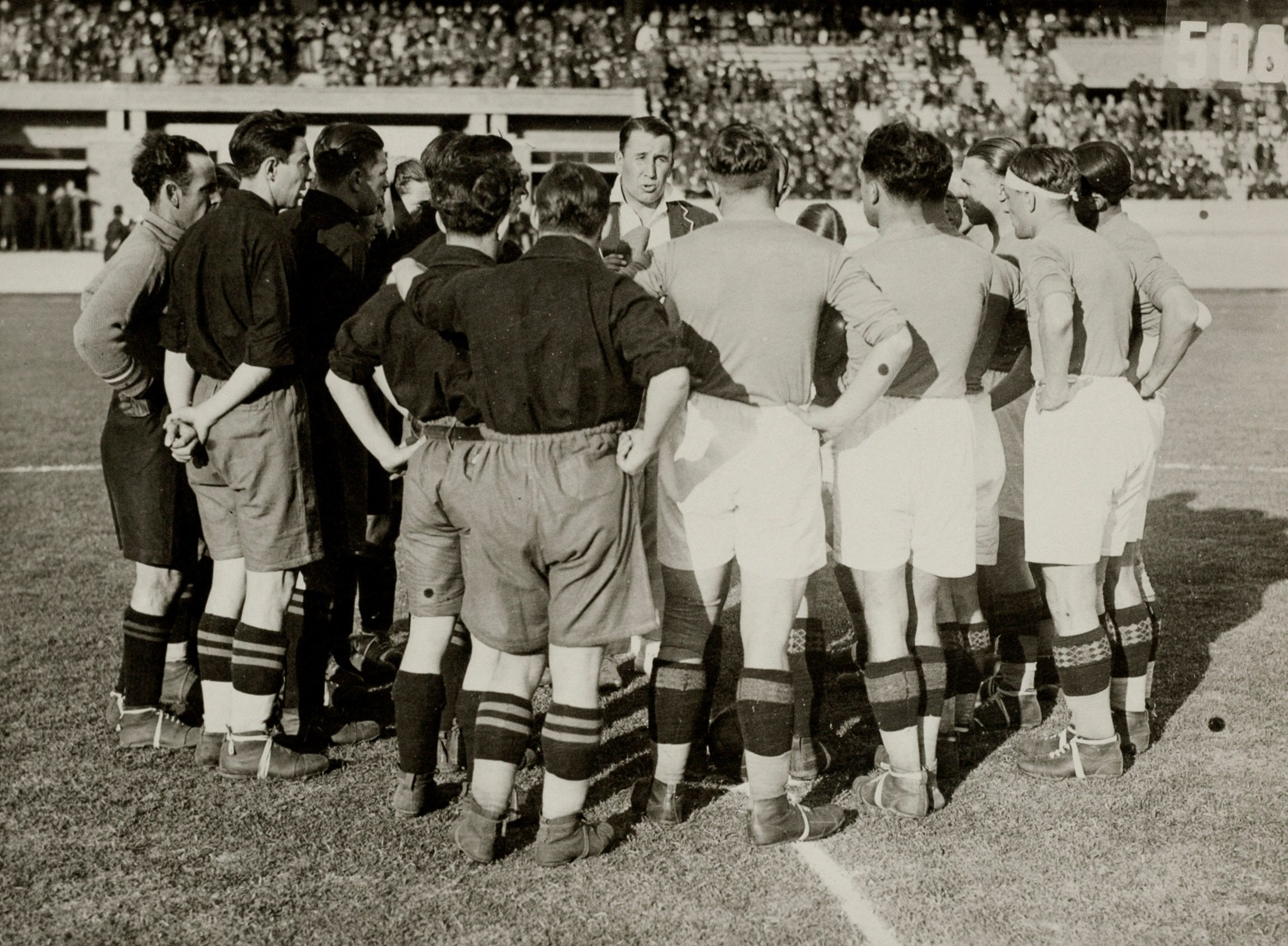
Domingo Lombardi (1928)

Domingo Lombardi (Santa Lucia, 22 de março de 1898 - 19 de agosto de 1971) foi um árbitro de futebol uruguaio. Apitou a Copa do Mundo FIFA de 1930.